# Ghatafan
Els Ghatafan —àrab: بنو غطفان, Banū Ḡaṭafān— foren una confederació tribal àrab de l'Aràbia del nord, del gran grup dels Qays Aylan. El seu ancestre seria segons la tradició Ghatafan ibn Saïd ibn Qays ibn Aylan. El seu territori anava entre l'Hijaz i el Jabal Xammar, principalment a l'entorn del Wadi l-Rumma.
Les tribus principals (d'oest a est) eren:
- Banu Aixja
- Dhubyan
  - Fazara
  - Murra
  - Thalaba
- Abs
- Anmar

La més important era la dels Abs, el xeic de la qual, Zuhayr ibn Jadhima, es va fer reconèixer com a cap per totes les tribus i pels Hawazin, l'altra gran confederació dels Qays Aylan. A la seva mort la guerra entre Abs i Dhubyan va acabar amb la derrota dels primers (que no van tenir el suport de cap tribu) i es van refugiar amb els Banu Amir, però el 580 van prendre revenja i van derrotar a una coalició enemiga ajudada pels Tamin. Després es va restablir la pau i més tard els Ghatafan es van aliar als Tayyi i als Àssad.
Inicialment hostils a Mahoma hi van signar un tractat el 627 després del setge de Medina, al que Uyayna ibn Hosn al-Fazari, que havia participat en el setge al capdavant dels Fazara i segurament dels Murra, no va gosar oposar-se, i va ajudar el Profeta a conquerir la Meca el 630 i la campanya d'Hunayn que va seguir. Els Fazara i els Murra es van convertir el 631 però a la mort de Mahoma van donar suport a la ridda (apostasia) i Uyayna ibn Hisn fou derrotat en la batalla de Buzakha. Una filla seva fou després l'esposa d'Uthman ibn Affan.
Després van participar en les guerres de conquesta i molts es van establir als territoris conquerits. En les lluites entre mudarites (àrabs del nord) i kalbites (àrabs del sud) el ghatafan van donar suport als primers i van lluitar contra els Banu Kalb a la batalla de Marj ar-Ràhit el 684. Però després van donar suport al kalbita Humayd ibn Hurrath al-Kalbi i quan aquest fou assassinat els ghatafan el van venjar a la batalla de Banat Kain a la Samawa (vers 693).
Van desaparèixer de la història a la meitat del segle viii; algunes de les tribus encara van participar en la revolta beduïna del 844/845 reprimida per Bugha al-Kabir però la majoria del ghatafan ja havia abandonat Aràbia i les seves terres ancestrals foren ocupades pels Tayyi. A Egipte, Líbia, el Magreb i Hispània alguns clans pretenien ser descendents del ghatafan al segle x.